# District du South Pembrokeshire
Pour les articles homonymes, voir South Pembrokeshire.
Le district du South Pembrokeshire (district of South Pembrokeshire en anglais) est une ancienne zone de gouvernement local de deuxième niveau du pays de Galles.
Créé au 1er avril 1974 au sein du comté du Dyfed par le Local Government Act 1972, il est aboli le 31 mars 1996 en vertu du Local Government (Wales) Act 1994. Avec le district de Preseli Pembrokeshire et les îles de Caldey et St Margaret (en), son territoire est constitutif du comté du Pembrokeshire institué à partir du 1er avril 1996.

## Géographie
Le territoire du district relève du comté administratif de Pembroke. Au 1er avril 1974, il constitue, avec les districts de Carmarthen, du Ceredigion, de Dinefwe, de Llanelli et de Preseli, le comté du Dyfed, zone de gouvernement local de premier niveau créée par le Local Government Act 1972,.
Alors que le district admet 37 153 habitants au recensement de 1981, 39 936 résidents sont comptabilisés lors du recensement de 1991. La superficie du territoire du district est évaluée à 134 640 acres en 1978,,.

## Toponymie
Simplement défini par un ensemble de territoires par le Local Government Act 1972, le district prend le nom officiel de South Pembrokeshire en vertu du Districts in Wales (Names) Order 1973, un décret en Conseil du 8 janvier 1973 pris par le secrétaire d’État pour le Pays de Galles,.
Ainsi, le district tient son appellation du comté de Pembroke, dit « Pembrokeshire », dont il constitue sa partie septentrionale.

## Histoire
Le district du South Pembrokeshire est érigé au 1er avril 1974 à partir des territoires suivants, :
- le borough municipal de Pembroke ;
- le borough municipal de Tenby ;
- le district urbain de Narberth ;
- le district rural de Naberth ;
- et le district rural de Pembroke.

Deux décrets en Conseil datés du 9 février 1981 altèrent les limites du territoire du district : le Carmarthen and South Pembrokeshire (Areas) Order 1981, qui transfère une partie du district vers le celui de Carmarthen ; et le Preseli and South Pembrokeshire (Areas) Order 1981, qui lui en transfère une autre vers celui de Preseli. Ils entrent en vigueur au 1er avril 1981,.
Le district est aboli au 31 mars 1996 par le Local Government (Wales) Act 1994, son territoire relevant désormais du comté du Pembrokeshire au sens de la loi.

### Note
1. ↑  Au sens littéral, il peut être traduit en français par « district du Pembrokeshire-du-Sud ».